# Cornelius Joannes de Bruyn Kops
Cornelius Joannes de Bruyn Kops (Haarlem, 6 maart 1791 – aldaar, 17 april 1858) was een Nederlands liberaal politicus.

## Familie
De Bruyn Kops was een zoon van Pieter Kops (1746-1803), fabrikant in linnen en garen, en Maria Cornelia van Oosten de Bruyn (1766-1845). Hij trouwde in 1818 met Maria Constance Françoise de Bosset (1794-1879). Uit dit huwelijk werden elf kinderen geboren, waaronder Jacob Leonard de Bruyn Kops (1822-1887), hoogleraar in de staathuishoudkunde.

## Loopbaan
De Bruyn Kops was, net als zijn vader en grootvader, fabrikant in linnen en garen in Haarlem. Hij had daarnaast een politieke loopbaan, hij was lid van de gemeenteraad (1816-1858), wethouder (1833-1836) en burgemeester (1836-1858) in zijn geboorteplaats. Hij was bovendien lid van de Provinciale Staten van Noord-Holland (1840-1850). Vanuit de Provinciale Staten werd hij in 1840 en 1848 verkozen tot buitengewoon lid van de Tweede Kamer. Deze extra leden voor de Kamer werden voor de duur van het proces verkozen ten behoeve van de grondwetsherzieningen in die jaren.
De Bruyn Kops overleed op 67-jarige leeftijd.
- Biografisch Portaal: 63829315
- International Standard Name Identifier: 0000 0000 3912 0158
- Library of Congress Control Number: nb2008020649
- Nederlandse Thesaurus van Auteursnamen: 305650432
- Parlement.com: vg09llt40dtx
- Virtual International Authority File: 63542590
- WorldCat: E39PBJpYDxhwprbJJvGvCB3hHC